# Museu
|  | Per a altres significats, vegeu «Museu (desambiguació)». |

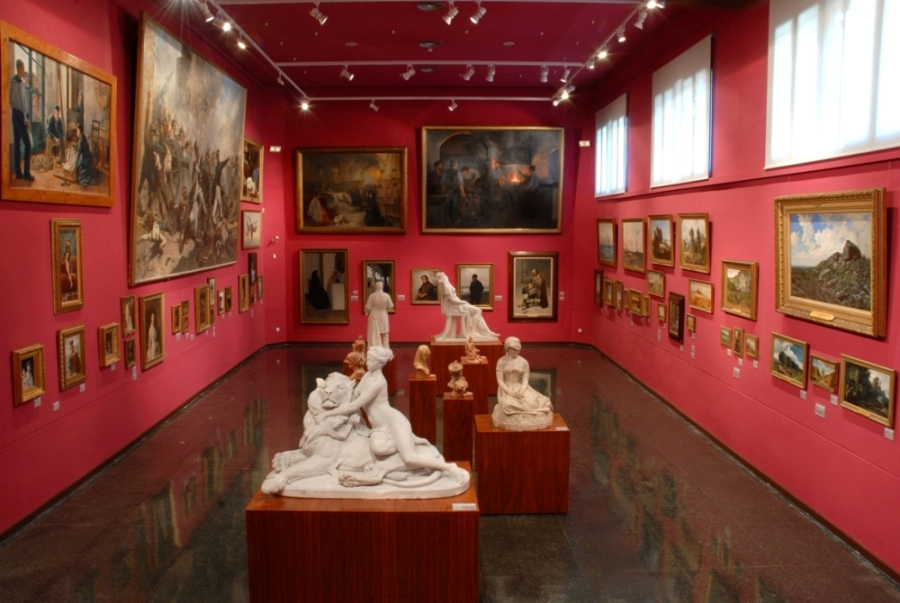
Pinacoteca del Museu Víctor Balaguer de Vilanova i la Geltrú.

Un museu és, segons el Consell Internacional de Museus (ICOM), «una institució permanent sense ànim de lucre i al servei de la societat que investiga, recull, conserva, interpreta i exposa el patrimoni material i immaterial. Oberts al públic, accessibles i inclusius, els museus fomenten la diversitat i la sostenibilitat. Funcionen i es comuniquen de manera ètica, professional i amb la participació de les comunitats, oferint experiències variades per a l'educació, el gaudi, la reflexió i l'intercanvi de coneixements». Aquesta definició es va consensuar el 24 d'agost de 2022 després de llargs debats per harmonitzar la visió transversal de les funcions dels museus que havia estat definida prèviament l'any 2007. Per a arribar en aquesta concepció, ha calgut superar una llarga etapa de col·leccionisme privat i una etapa de creació de museus públics.
Els museus són objecte de diverses disciplines específiques:
- La museologia, dedicada a l'estudi de la institució i la seva funció social.
- La museografia, que estudia aspectes operatius específics per gestionar un museu, com l'arquitectura, les instal·lacions o l'organització interna de la institució. És un dels camps on més s'està evolucionant en el darrers anys, creant exposicions cada cop més interactives que fomentin un major enfocament pràctic, per tal de donar al públic l'oportunitat de prendre decisions i participar en activitats que poden variar la visita convertint-la en una experiència.

A Catalunya, la realitat museística és molt variada i prolífica, amb un fort component de museologia territorial. És regulada per la Llei de Museus de Catalunya 17/1990. Actualment (2010) hi ha prop de 500 museus i col·leccions.

## Etimologia
El nom museu ve del llatí museum i aquest del grec mouséion (μουσεiον) ‘temple de les muses’, que fou el nom donat a una institució d'Alexandria fundada per Ptolemeu II Filadelf vers el 280 aC per la promoció del coneixement i el suport dels erudits, diferenciant-se de les biblioteques. Segons Estrabó el Museu formava part del palau i contenia alguns pòrtics o patis, un teatre públic, una sala de lectura, i una gran sala on els savis menjaven junts. També es coneix l'existència d'altres museus del món antic, com el museu al mont Helicó, on s'agrupaven els manuscrits d'Hesíode i algunes estàtues, el museu de l'Acadèmia de Plató o el museu del Liceu d'Aristòtil. També hi ha teories que defensen que el primer museu és més antic encara, i que es trobava a la ciutat d'Ur.

## Funció

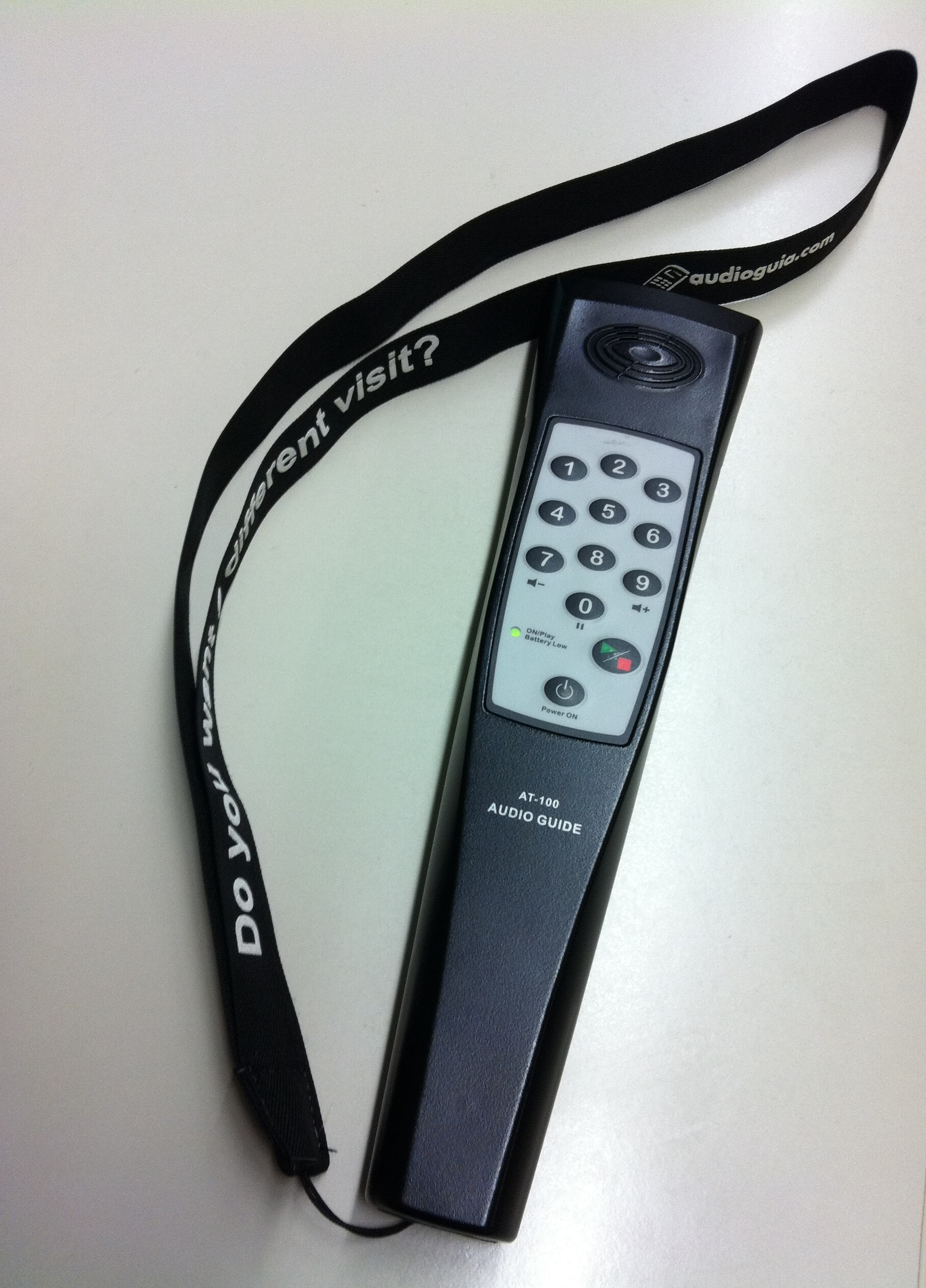
Audioguia d'un museu

La recollida, l'estudi, la conservació i l'exhibició de béns culturals mobles i immobles han estat les funcions tradicionals. A aquestes deguem afegir la difusió i l'educació, que avui constitueixen una part fonamental dels museus. Es pot dir llavors que tenen una funció educadora, científica, difusora i social.
- Missió educadora: Predisposar la sensibilitat del visitant a entrar en contacte amb altres civilitzacions, línies de pensament, criteris estètics, que portin cap a la reflexió sobre un mateix i sobre el seu entorn. El museu té una funció pedagògica i és responsable de fomentar la curiositat.
- Missió científica: Crear catàlegs raonats, obrir noves línies d'investigació i publicar-ne els resultats. Realitzar ponts de connexió entre el museu, universitats i d'altres centres científics.
- Missió difusora i social: Un museu no pot ser només un receptacle de coneixement. És la seva responsabilitat fer arribar aquest coneixement al màxim nombre de persones possible, independentment de la seva condició o nivell educatiu.

Els museus han experimentat una evolució que els ha anat transformant. Han passat de ser llocs on s'acumulava material a llocs on els materials entren en contacte amb el públic que els observa. Per portar endavant aquesta tasca, a més de les vitrines expositives, s'han anat incorporant als projectes museogràfics altres elements que van des de panells informatius, a ordinadors, fins a aplegar a les més avançades tecnologies. Tot amb la finalitat de fer arribar els coneixements que dels materials es desprenen a un públic ample. A més dels recursos materials, també s'han anat incorporant als museus servicis de visites guiades i departaments de programació educativa i cultural. D'aquesta manera, el museu s'ha anat convertint en un instrument d'educació i de difusió de la cultura.

## Elements
Inicialment, el primer factor que justificava i donava sentit als museus era la pròpia col·lecció, que la institució s'ocupava de conservar i mostrar. Amb el temps, el concepte de museu-contenidor, es va anar ampliant pel de servei cultural públic, i d'altres elements van anar incorporant-se als components essencials del museu. Aquests es poden resumir en: el públic, la planificació, el continent i el contingut.

### El públic
Un dels objectius de tot museu és mostrar la seva col·lecció i arribar al màxim de persones possibles, independentment del seu origen o nivell cultural. Durant el segle xviii i XIX el principal públic dels museus eren gent de l'aristocràcia i de la burgesia. Amb el temps el grup de gent es va ampliar a estudiosos, intel·lectuals i historiadors. No fou fins a la segona meitat del segle xx, amb l'arribada de la cultura de masses, que els museus van esdevenir centres totalment oberts a la societat. A principis del segle xxi, amb l'arribada de les noves tecnologies i les xarxes socials, els museus s'han obert al seu públic, agafant presència a plataformes com Twitter o Facebook.
Segons un estudi publicat pel Ministeri de Cultura d'Espanya, actualment la gran part del públic (un 80%) que assisteix als museus ho fa en parella o en grups de 3-4 persones. La franja d'edat més significativa es troba entre els 12 i els 41 anys. Pel que fa al públic adult, més del 63% posseeix estudis superiors. Segons l'estudi, les expectatives de la visita més compartides són poder apreciar objectes o obres d'art, conèixer la nostra història i descobrir coses noves.

### La planificació
Com tota organització, el museu ha de tenir uns objectius clars i ben definits. Aquests objectius sovint venen marcats per la política cultural de la seva àrea geogràfica d'influència i per les intencions del mateix equip gestor del museu. La museologia investiga sobre tots els temes relacionats amb la planificació del museu, com són l'adquisició i conservació d'obres d'art, la disposició física de les obres, la difusió educativa de la col·lecció o l'anàlisi de la relació públic-museu, entre molts d'altres aspectes.

### El continent

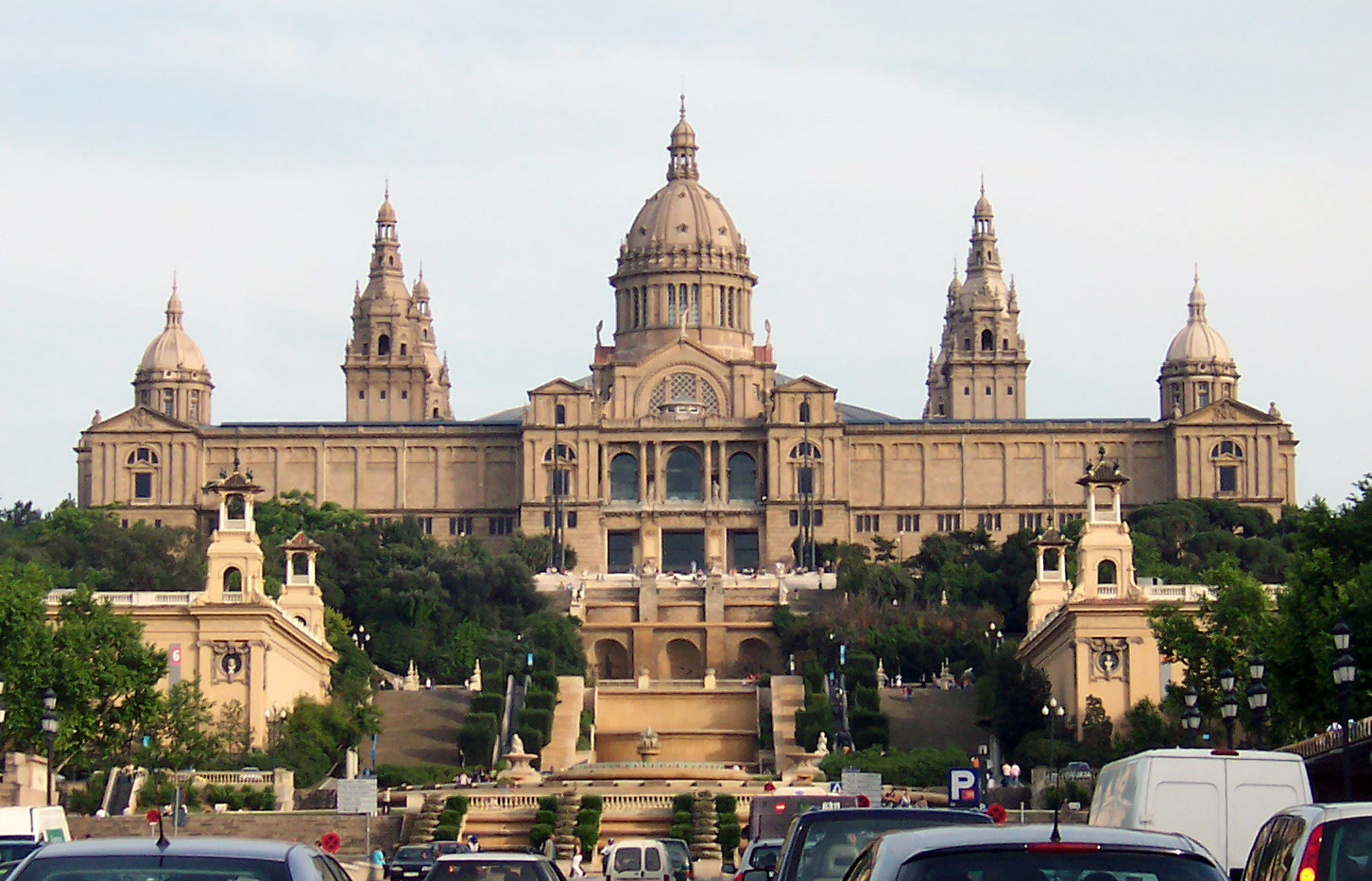
El Palau Nacional, seu del Mnac vist des de l'Avinguda de Maria Cristina

L'activitat del museu es troba lligada a la seva pròpia estructura arquitectònica. Els museus es troben generalment ubicats en dos tipus d'edificis, bé en construccions singulars de vella planta, construïdes per complir una altra utilitat; bé en edificacions de nova planta, construïdes específicament per esdevenir un museu.
Els edificis de vella planta presenten particularitats arquitectòniques que sovint dificulten o influeixen en el discurs expositiu. En els museus de nova planta, en canvi, els edificis estan específicament dissenyats com a museus, facilitant sovint la instal·lació de serveis complementaris, com la cafeteria, el guarda-roba o els accessos. Aquests edificis han de ser sobretot flexibles i extensibles, és a dir, han de permetre futures modificacions i/o ampliacions. Alguns dels continents de nova planta més destacats del panorama museístic internacional són els Guggenheim Museum de Nova York i de Bilbao, el Centre Pompidou de París i el Getty Center de Los Angeles, entre d'altres.
La mateixa ubicació del continent influeix en el funcionament del museu i sovint sobre la quantitat i el tipus de públic. L'edific pot trobar-se al centre de la ciutat o en un espai a una zona rural. Un exemple d'això és la ubicació del Museu Nacional d'Art de Catalunya, amb Montjuïc com a frontera natural, o els cinc palaus del carrer de Montcada que componen el Museu Picasso de Barcelona.

### El contingut
Normalment la col·lecció permanent d'un museu és només una petita mostra del seu fons. Aquesta mostra és sovint una selecció de les millors peces de la col·lecció o de les més representatives. Les peces, però, no només han de valdre per si mateixes si no que han de tenir un sentit en el context de l'exposició, han de mantenir certa relació amb la resta del material exposat.

## Tipologia
Hi ha molts tipus de museus, des de col·leccions molt grans a les principals ciutats als museus molt petits i especialitzats en una temàtica en concret. Generalment, tot i que no sempre, els museus s'agrupen segons el contingut de les seves col·leccions. El Consell Internacional de Museus, al seu programa de 1975-77, distingia els museus entre museus de Ciències i Tècniques, museus d'història natural, museus d'arqueologia i història, museus etnogràfics, museus d'arts aplicades, museus d'art modern, museus regionals i museus especialitzats (instruments, armes…) Els museus es poden classificar segons diversos aspectes:

### Segons la disciplina
| Disciplina | Museus | Exemple                             |
| ---------- | --- | ----------------------------------- |
| Art        | Museu d'art: És un espai per a l'exposició d'art, en general en forma d'arts visuals, principalment pintures (pinacoteca), il·lustracions, gravats, fotografies i escultures (gliptoteca), però també música, còmic o cinema. A nivell museogràfic, sovint preval el criteri estètic i cronològic en el moment d'organització de les obres. El museu d'art pròpiament dit es considera un invent de l'era moderna. El primer va ser l'Hermitage, establert el 1764. El Museu del Louvre es va crear el 1793, poc després de la Revolució Francesa, quan els tresors reals van ser declarats per al poble. Poc després (1796) es crearia el Museu Czartoryski de Cracòvia per la princesa Izabela Czartoryska. Aquests museus van marcar una tendència, obrint l'art al gran públic, passant del domini privat de l'aristocràcia i els rics a l'esfera pública. Els museus d'art van ser vistos com llocs per educar les masses en el gust i el refinament cultural. | El MNAC                             |
| Art        | Museu d'arqueologia: Especialitzat en mostrar objectes arqueològics d'antiguitat provada, que representin una valor per a la història de l'art o de la cultura. Cronològicament poden abastar des de la prehistòria fins al segle xv. Molts estan a l'aire lliure, com ara l'Acròpoli d'Atenes, el Fòrum Romà o la ciutat antiga d'Empúries. D'altres mostren, en edificis tancats, objectes trobats en les diverses excavacions que solen organitzar aquest tipus de museus. | El Museu Petrie                     |
| Art        | Museu monogràfic o d'estil: És un tipus de museu on la seva col·lecció se centra en una sola persona, fet o moviment, contextualitzant-lo en el seu entorn. Sovint es poden trobar reconstitucions arquitectòniques on es recrea l'atmosfera de l'època. | Museu Picasso                       |
| Història   | Museu d'història: Abasta el coneixement de la història i la seva rellevància, contextualitzant-la amb el present i el futur. Sovint es divideixen entre història nacional o historia local. Solen contenir una gran varietat d'objectes per explicar la història del territori en qüestió. Un tipus habitual de museu d'història és la casa-museu. Normalment les cases-museu s'ubiquen al lloc de naixement d'una persona famosa o en una casa amb una història interessant. D'altres museus d'història se centren en fets històrics, com el Museu del Genocidi Tuol Sleng o els diferents museus sobre la Segona Guerra Mundial. També hi ha museus d'història on el que s'intenta és fer una recreació històrica, més que explicar la història, per tal que el visitant es pugui fer una idea d'un moment o lloc determinat de la història. | Museu d'Història de Barcelona MUHBA |
| Història   | Museu de mitjà de transport: Especialitzat en l'exhibició d'objectes referents a un mitjà de transport, com poden ser ferrocarrils, o vaixells. Els museus marítims sovint inclouen rèpliques de vaixells històrics. Un exemple d'aquest tipus és el Museu Marítim de Barcelona. | Museu Marítim de Barcelona          |
| Història   | Museu militar: Especialitzat en història militar, que s'organitzen sovint des d'un punt de vista nacional explicant la història dels conflictes on aquest país ha pres part. Solen incloure mostres d'armess i d'altres equipaments militars, com Uniformes militars, condecoracions, propaganda de guerra. També solen realitzar exposicions sobre la vida civil en temps de guerra entre d'altres. Hi ha museus especialitzats en diferents objectes o aspectes de la guerra, com el museu de Tancs d'Alemanya, el Deutsches Panzermuseum. | Museu Militar de Canàries           |
| Ciència    | Museu de ciència: Generalment el seu discurs expositiu gira al voltant dels èxits científics i la seva història, tot i que també expliquen els propis mètodes d'investigació científica. Solen tenir un eminent objectiu pedagògic, combinant objectes, text, programes interactius que conviden a descobrir el funcionament d'alguns fets o invents, mostrant experiments pràctics per entendre els diferents conceptes teòrics plantejats, realitzats amb maquetes o diorames. Tenen els seus orígens als gabinets del Renaixement, on se sistematitzaven tant espècies zoològiques com minerals, així com fenòmens físics. Dins dels museus de ciència, cal destacar els planetaris, grans teatres edificats sota una cúpula per observar el cel. | Museu de la Ciència de Barcelona    |
| Ciència    | Museu d'història Natural: Sol tenir un enfocament on es troba la naturalesa i la cultura. Aquest tipus de museu pot comprendre temes tan diversos com els dinosaures, l'antropologia, l'evolució, el medi ambient, entomologia o la biodiversitat, entre d'altres. La seva col·lecció es basa en la categorització sistemàtica d'elements de les diferents branques de les Ciències Naturals (botànica, geologia, mineralogia, paleontologia i zoologia. | Museu d'Història Natural de Londres |
| Ciència    | Parcs zoològics i jardins botànics: Tot i que sovint no són considerats com a museus, en realitat són "museus vius". Tenen el mateix objectiu que la resta de museus: educar, inspirar l'acció, estudiar, desenvolupar i gestionar les col·leccions. | Zoo de Barcelona                    |
| Etnologia  | Museu etnogràfic: Estudien les civilitzacions, siguin aquestes primitives o desenvolupades, els seus sistemes de supervivència i les seves arrels culturals, sovint caracteritzades mitjançant les arts i els oficis clàssics de la civilització analitzada. Les peces exposades en aquest tipus de museu actuen més com a testimoni d'idees o sistemes de vida que com a peces artístiques o úniques. | Museu Valencià d'Etnologia          |
| Etnologia  | Museu del folklore, les arts i costums populars: Solen exposar peces que reflecteixin els testimonis costumistes d'un conjunt social determinat, mitjançant l'anàlisi de les seves arts aplicades i els seus costums i tradicions. Sovint inclouen dispositius museogràfics interactius per ajudar a entendre als visitants com es vivia en un moment determinat. A França són coneguts com a Terroir i a Alemanya com a Heimatmuseum. Tenen una clara voluntat pedagògica. | Museu de la Vida Rural              |
| Tècnica    | Museu industrial: Especialitzats en la recreació i documentació de la revolució industrial en el seu sentit més ampli. S'hi troben inclosos tant els museus que expliquen el funcionament de diferents sistemes de producció industrial com aquells que mostren l'evolució tecnològica de diferents objectes. | Museu de la Colònia Sedó            |
| Tècnica    | Museu de la tècnica: Analitzen els mateixos sistemes de producció i reproducció d'objectes. | El Mnactec                          |
| Tècnica    | Museu d'arts i oficis: Són museus pedagògics especialitzats en la documentació i reproducció d'activitats professionals, sovint artesanals, que han quedat desfassades durant el procés d'industrialització d'un territori. Intenten deixar constància de sistemes de treballs actualment extints o en vies d'extinció. | Museu del Traginer                  |

### Segons el grau d'especialització
| Contingut | Museus | Exemple                                 |
| --------- | --- | --------------------------------------- |
| General   | Museus generals : Tendeixen a la visió universal d'una temàtica determinada, intentant abastar el màxim de mostres possibles d'un fet o concepte determinat. La seva col·lecció sovint està ordenada amb criteris cronològics. André Malraux va imaginar un Museu Imaginari Mundial. Molts d'ells tenen el seu origen en antigues col·leccions nacionals o privades. | Museu del Prado                         |
| Específic | Museus especialitzats: Poden estar especialitzats en una tècnica artística, un tipus d'art (pintura, arquitectura...), un material (vidre, ceràmica...) o un artista, entre d'altres. | Museu de les Papallones de Catalunya    |
| Mixt      | Museus mixtos: Solen ser museus que tracten un tema en particular però mitjançant l'exposició o anàlisi de diverses col·leccions o materials relacionats, sense arribar a una col·lecció especialitzada en una tècnica artística o industrial determinada. | Museu dell'Opera del Duomo de Florència |

### Segons la titularitat
| Titularitat | Museus | Exemple          |
| ----------- | --- | ---------------- |
| Pública     | Museus públics: Poden ser estatals, municipals, nacionals, eclesiàstics... La majoria de museus europeus, a diferència del model Americà, són públics, i sovint, deficitaris en l'àmbit econòmic. | El MACBA         |
| Privada     | Museus privats: Són institucions autònomes de l'estat o constituïdes en un consorci de tutela parcial. És el model més estès als Estats Units, on durant el segle xix diversos filantrops van crear el seu propi museu amb finalitats pedagògiques i com a mostra d'agraïment a la seva comunitat. Aquests tipus de museus solen ser menys deficitaris que els públics. | Museu Guggenheim |

### Segons la ubicació
| Titularitat | Museus | Exemple            |
| ----------- | --- | ------------------ |
| Zona urbana | Museus urbans: Són institucions integrades plenament dins de la vida social i cultural de la ciutat on es troben. Han d'estar oberts a la seva població. Es poden trobar ubicats tant al centre de la ciutat com a la perifèria o fins i tot a districtes específics, com l'Illa dels Museus de Berlín. | Fundació Tàpies    |
| Zona Rural  | Museus rurals: Són espais relacionats amb el seu entorn, on a l'interior de l'edifici sovint s'explica què passa o què ha passat a l'exterior. També són un exemple les cases-museu, que sovint van pertànyer a algun artista o personatge de renom vinculat a la zona en qüestió, fet que el va influenciar en el procés de creació de les seves obres.                                                                                     | Fundació Josep Pla |
| Zona Rural  | Museus de lloc: Sovint són espais expositius generats al voltant d'una localització geogràfica específica o d'un jaciment arqueològic. En ells el visitant es pot fer una idea més concreta de la feina d'investigació que s'està realitzant, observant tant el lloc, com el procés, com el resultat dels anàlisis i estudis. Un dels seus inconvenients més grans és sovint la distància física amb altres destinacions d'interès cultural. | Empúries           |

## Història

### Els inicis

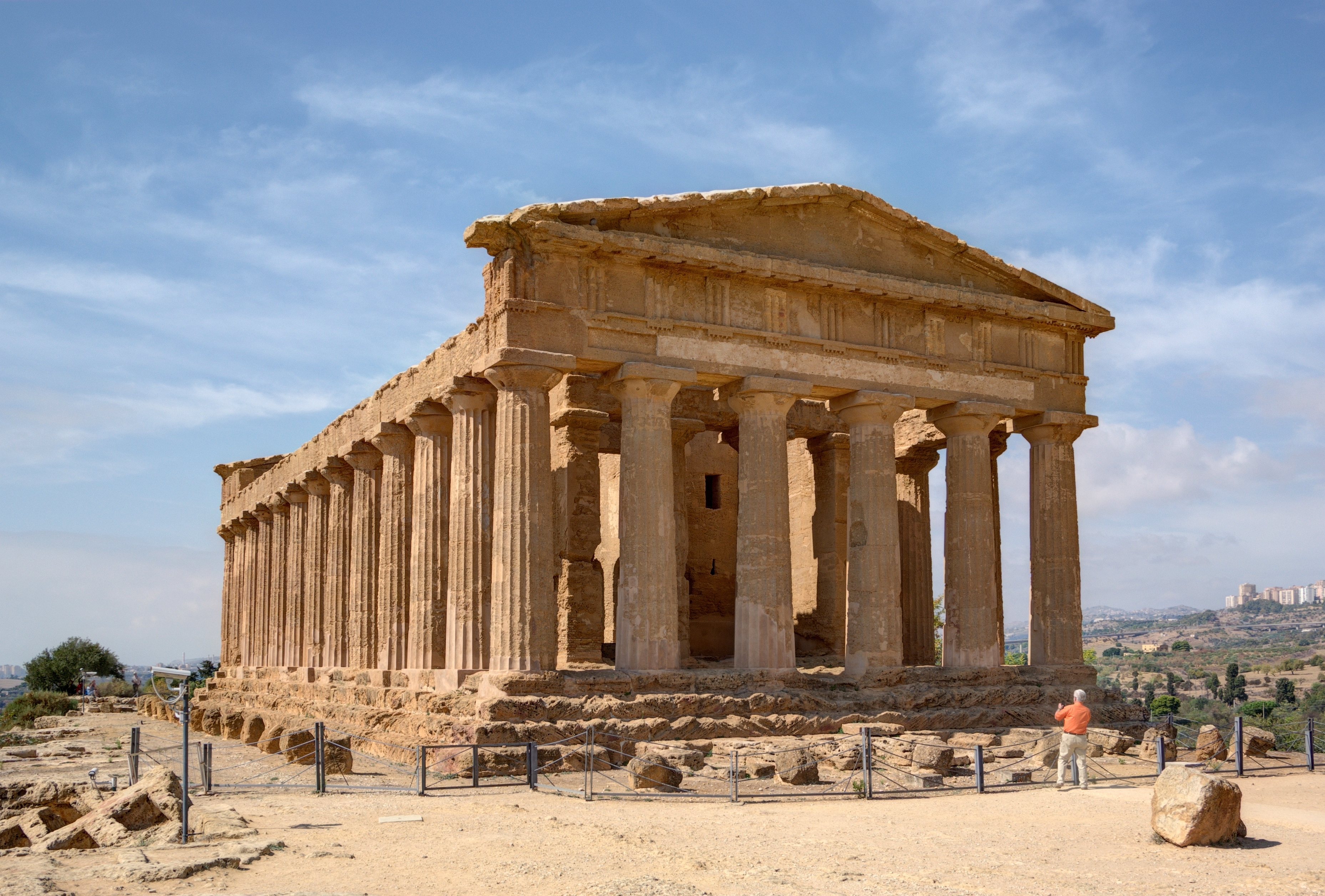
Temple dòric a Agrigent

Des de l'època hel·lenística existeix el costum de recollir i arreplegar obres d'art, disposant-les en temples o santuaris (tesauroi). Durant l'època de l'antiga Roma, i arran de l'espoli de Marcel a Siracusa, qui va agafar obres d'art i estàtues com a botí de guerra sentant un precedent, començà a ser habitual l'espoli d'obres d'art gregues durant les batalles, amb l'objectiu de portar trofeus decoratius per a les cases dels militars romans, que sovint també eren exposats a llocs públics, amb efectes propagandístics. Un exemple d'aquesta pràctica fou l'atri de la Llibertat, que va servir com a museu públic on s'exposà la col·lecció privada de Gai Asini Pol·lió, provinent d'una sonada victòria militar. Amb el temps, Marc Agripa, un militar i polític romà, va ser un dels primers polítics a entendre que l'espoli grec formava part d'un mateix patrimoni cultural, i va detectar la necessitat d'agrupar les obres exiliades i exposar-les de manera pública per al gaudi de tots, donant al poble la possibilitat de participar en events culturals fins al moment reservats a uns pocs.
Durant l'Imperi Romà d'Orient, Constantí VII va instituir que, durant les festes, s'exposessin públicament obres d'art al pentapyrgion, un lloc molt similar als museus actuals.

### Edat mitjana i Renaixement

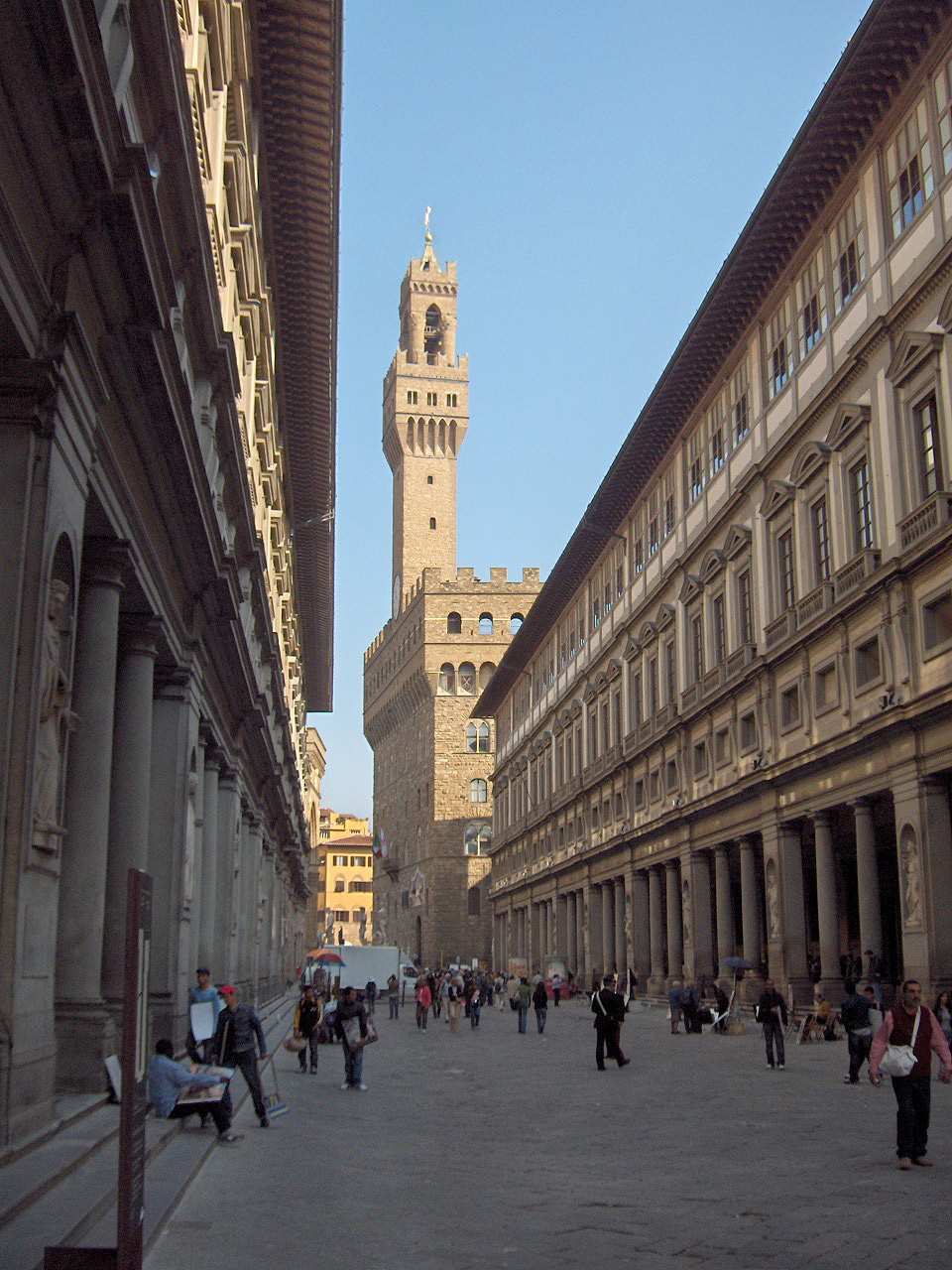
Els Uffizi demostren el poder de famílies com els Mèdici.

Amb l'arribada i l'expansió del cristianisme, l'art va adquirir una funció educadora i moral i l'església va esdevenir l'única forma de museu públic. Com a institució, l'església va prohibir l'adoració a imatges paganes i va recol·lectar i inventariar materials provinents de col·leccions privades. Personatges com Carlemagne o Frederic II van resistir-se a la influència de l'església, creant tallers on es reproduïen obres d'art romanes i es defensava la cultura i una visió històrica de la humanitat, aïllant la teoria eclesiàstica que separava l'home de la seva consciència històrica. Segons Erwin Panofsky, aquests centres van ser l'embrió de l'humanisme i precursors del Renaixement.
El terme i el concepte museu no es va fer servir pròpiament per descriure aquests espais fins a l'època del Renaixement. Una de les primeres col·leccions públiques concebuda com a tal va ser la que, el 1471, el papa Sixt IV va donar al poble de Roma. Aquesta col·lecció reunia obres provinents del Capitoli. Seguint aquest exemple, altres personatges de l'època, van començar a arreplegar les seves pròpies col·leccions privades. Famílies com els Mèdici, els Gonzaga i els Farnese, acostumades a fer encàrrecs d'obres per a l'església, van començar a encarregar obra per a ells mateixos i a organitzar les seves pròpies galeries d'art, creant sales nobles a les seves cases, vil·les i palaus. Aquesta costum aviat s'estendria a França i a la resta d'Europa, sobretot amb l'arribada del manierisme i amb l'aparició dels primers tractats escrits sobre art, com els de Giorgio Vasari.
Als països catòlics, les monarquies van imposar l'estil de la cort i van monopolitzar els centres artístics i educatius, per garantir l'estil dels seus pintors. Amb el temps, aquestes col·leccions monàrquiques donarien pas al museus nacionals.
El primer museu de titularitat pública a Europa va ser l'Amerbach-Gabinet de Basilea, originalment una col·lecció privada venuda a la ciutat el 1661 i oberta al públic des de 1671 (actualment el Kunstmuseum de Basilea). La Galeria dels Uffizi a Florència va ser inicialment concebuda com un palau per les oficines dels magistrats Florentins (d'aquí el nom), que més tard es va convertir en un lloc de presentació per a moltes de les pintures i escultures recopilades per la família Medici. La galeria era oberta als visitants sota petició des del segle xvi, i el 1765 es va obrir oficialment al públic.

### Edat contemporània

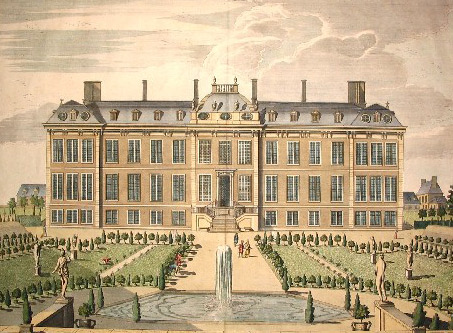
La Montagu House, primera seu del Museu Britànic.

El 1753, amb la inauguració del Museu Britànic es va inaugurar el concepte modern de museu, que serviria de font d'inspiració per la creació dels Museus Vaticans ideats pel cardenal Braschi amb l'aprovació del papa Climent XIV. Amb la Revolució Francesa el 1793 es van nacionalitzar molts dels béns privats de la corona existent, fet que va contribuir a l'ampliació decisiva del Museu del Louvre. A Espanya va passar un procés similar amb les desamortitzacions. Fins llavors, moltes de les col·leccions europees eren privades i d'accés restringit. Els Museus Vaticans només obrien al públic un cop l'any, el Divendres Sant, i els gabinets de curiositats estaven destinats només al cercle d'amistats del propietari. El naixement d'aquests nous museus està relacionat amb l'arribada de l'edat contemporània, on els poders públics assumeixen un rol de custodis del patrimoni cultural. Aquest concepte va anar guanyant força, i al segle xix es van començar a inaugurar la majoria de museus nacionals (Kunsthistorisches Museum de Berlín, 1823, el Rijksmuseum d'Amsterdam, la National Gallery de Londres i el Museu del Prado de Madrid, entre altres).
Durant el segle xix, marcat fortament per l'època colonial i les expedicions exòtiques, diferents museus del món van obtenir peces provinents d'excavacions realitzades a països com Itàlia o Grècia, a la zona de l'Àsia Menor i a l'Àfrica. Molts museus europeus es van fer amb obres molt importants per a la història de l'art, com els relleus escultòrics del Partenó, l'altar de Zeus o els Bronzes de Benín, entre d'altres. Aquestes apropiacions van ser i encara són motiu de polèmica. A mitjans del segle xix es van inaugurar la majoria de museus d'Europa Central, com la Pinacoteca de Múnic, la Galeria Nacional de Praga, el Kunsthistorisches Museum de Viena o el Museu Hermitage de Sant Petersburg, entre d'altres.
Al continent americà, els primers museus van ser generats per iniciatives de mecenes privats, com el Metropolitan Museum o el Solomon R.Guggenheim Museum de Nova York. Aquest fet va suposar una revitalització del món del col·leccionisme, ja que els grans magnats americans van esdevenir els primers compradors d'art europeu. També es va modificar el concepte europeu de museu, ja que els americans van crear museus públics de titularitat privada, amb una clara finalitat pedagògica.
Durant el segle xix es va estendre la fama dels museus i es van anar inaugurant museus públics a diverses ciutats occidentals, fins al començament de la Primera Guerra Mundial.
A part de les grans pinacoteques i dels museus d'art antic, el segle xix contempla l'aparició dels museus d'arts decoratives, que d'alguna manera responen a les demandes sucitades pel debat entre l'art i la indústria. Així, els museus d'arts decoratives aspiraven a oferir una visió panoràmica dels objectes produïts en el passat, ja fos per proprcionar models a la indústria, ja fos per a reivindicar la qualitat de la producció artesanal davant de la producció industrial. En són exemples destacats el Victoria & Albert Museum d Londres o el Museu d'Arts aplicades de Viena.

### Seglexx

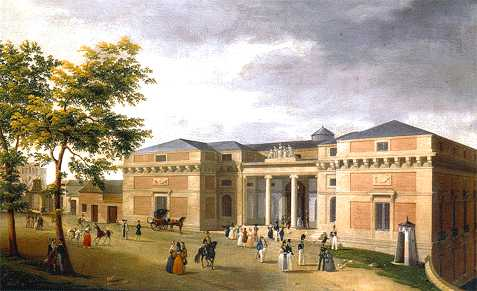
Vista original de la façana nord del Museu del Prado

Durant la primera meitat del segle xx va anar prenent forma la museologia, ciència que estudia la utilitat i la funció dels museus, intentant definir com emmarcar-los entre les seves pròpies necessitats i les necessitats de la societat. Durant els anys 20 i 30 van aparèixer les primeres revistes específiques del sector, com Mouseion, que van contribuir a la dinamització del sector. Durant aquest període també es van inaugurar els primers museus biogràfics, com el Museu de la Casa de Rembrandt o el Goethe.
Artistes, escriptors i filòsofs, com Marcel Proust o André Malraux, havien començat a definir els museus com cementiris on descansaven les obres d'art, fets que van propiciar que es comencés a qüestionar el concepte mateix de museu com a institució. També es va analitzar el poc interès de les classes més populars per aquest tipus d'espais. Aquesta crisi va donar lloc a noves teories museològiques, formant noves institucions on la innovació i la renovació formaven part dels principis i els objectius de l'organització, creant laboratoris artístics on s'impulsés la creació i l'experimentació. Anys després, també es qüestionaria la utilitat d'aquest tipus de laboratoris.
Durant la segona meitat del segle xx, i gràcies a l'aparició d'institucions com el Consell Internacional de Museus, fundat el 1946, la societat va anar prenent consciència del valor i la necessitat de conservar, mantenir i difondre el patrimoni cultural i natural de la humanitat. L'aparició de revistes com Museum van ajudar a dinamitzar encara més el sector, intentant passar dels discursos expositius més clàssics, on el museu explicava el seu monòleg, a un diàleg amb els visitants, generant debat en la societat. Es van crear noves institucions seguint aquesta teoria. Exemple d'això són els ecomuseus, és a dir, museus estretament vinculats al territori.
Per altra banda, la construcció de nous museus es va vincular sovint a projectes de transformació urbana i de dinamització de barris o ciutats senceres. Exemple d'això n'és el Centre Pompidou de París, creat amb l'objectiu que esdevingués no només un museu, sinó també un dinamitzador urbà i social del barri on es va emplaçar. Anys després aquest model es repetiria a Catalunya amb la inauguració del MACBA, implicat en la transformació del barri del Raval de Barcelona i també a Bilbao on el Museu Guggenheim va esdevenir la icona d'una profunda transformació de la ciutat. Aquest model té continuïtat al segle XXi amb exemples com el Museu de les Civilitzacions d'Europa i de la Mediterrània de Marsella o el Museu de les Confluències de Lió.
El segle xx veu aparèixer els museus d'art contemporani, dedicats a l'art del segle xx, especialment de les avantguardes. Atès que l'art d'avantguarda qüestionava el rol tradicional dels museus, la museització de l'art d'avantguarda va associada a una ampliació i diversificació de les funcions dels museus, com també al desenvolupament de museografies adaptades a la sensibilitat contemporània. El "cub blanc" esdevé el paradigma del museu d'art contemporani. El capdavanter és el Museu d'Art Modern de Nova York. La Fundació Joan Miró de Barcelona, nascuda per voluntat de Joan Miró com a centre de difisió de l'art contemporani i no tan sols com alloc d'exposició de la seva obra, n'és també un magnífic exemple.
En general l'arquitectura dels museus al segle xx segueix mantenint el caràcter icònic que ja tenia des dels orígens, però renunciant als historicismes propis de l'arquitectura dels museus del segle xix i encara de la primera meitat del segle xx per adoptar formes i solucions pròpies de l'arquitectura contemporània. El Museu Guggenheim de Nova York, de Frank Lloyd Wright, o el Centre Georges Pompidou de París són exemples destacats, com també la sàvia concepció del Museu d'Art romà de Mèrida deguda a Rafael Moneo. Sense oblidar les intervencions de transformació remodelació d'edificis històrics per a usos museístics com la que va dur a terme Gae Aulenti al Museu d'Orsay de París (referent de la seva posterior intervenció al Palau Nacional de Montjuïc) o la de James Stirling a la Tate Britain.

### Seglexxi
A Panamà, segons el museòleg Orlando Hernández Ying afirmà, els museus són deficients quant a infraestructures l'any 2015. Hi havia aleshores 19 museus públics.

## Història dels museus catalans

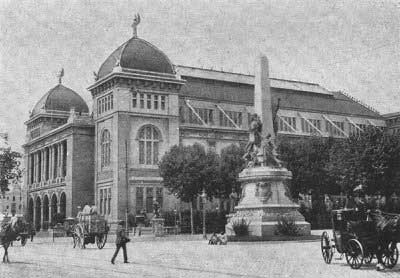
Primera seu del Museu Municipal de Belles Arts de Barcelona, inaugurat el 1891.

Els primers museus catalans, anomenats «gabinets de curiositats», van sorgir a finals del segle xv o durant el xvi. Eren amuntegaments d'objectes sense classificar que omplien tot l'espai expositiu, provocant sovint un excés visual.
| «                              | La història general dels museus d'Europa arrenca de les col·leccions principesques que prenen cos amb el Renaixement i són ampliades per les corts reials de l'època barroca. Després de la revolució burgesa, es desenvolupen els museus d'aquest nom, amb criteri científic, com un dels instruments d'educació assumits per l'Estat. Catalunya perdé la cort reial pròpia al segle xvi...Però la vitalitat del país ha lluitat per superar aquests handicaps conscient de la importància dels testimonis del passat com a element de cohesió importantíssim de la comunitat, al servei de la seva continuïtat històrica | » |
| — Alexandre Cirici i Pellicer. | |   |

### Els inicis
La història dels museus catalans està lligada a la història mateixa del país. El seu origen es pot trobar en algunes nissagues familiars, com la família Salvador, que entre els segles xvii i xix van crear una col·lecció privada de diferents objectes d'història natural, creant espais coneguts en el seu moment com a gabinet de ciències o curiositats. També van crear el seu propi jardí botànic i més endavant, un museu pròpiament dit. Altres personatges com Miquel Mai a Barcelona, l'arquebisbe Joan de Ribera a València, el cardenal Despuig a Mallorca i el marquès de Villeneuve-Bargement a Perpinyà van reunir obres que actualment formen part del fons museístic català.
El primer intent de museu als Països Catalans va ser el Museu d'Antiguitats que l'arquebisbe Andrés Mayoral va obrir a València el 1761. Seria destruït el 1812, però fou un clar intent d'exposar públicament una col·lecció privada.
Els primers museus catalans es van crear seguint les teories del neoclassicisme, intentant reunir originals —o reproduccions— d'obres d'art clàssiques —és a dir, modèliques—, que servien com a refèrent estètic, per formar i pulir el gust estètic dels alumnes de les escoles de belles arts, com els de l'Escola de Llotja. Aquestes col·leccions primer estaven restringides només a alumnes, que les copiaven per aprendre els cànons de bellesa clàssics, però amb el temps es van obrir al públic en general. El neoclassicisme antepossava les còpies d'obres de l'antiguitat als originals de pintura europea medieval. Aquest criteri va ser un dels motius de la crema i destrucció d'obres d'art que va tenir lloc durant la crema de convents de 1835.

### Desamortitzacions
La crema de convents i les desamortitzacions de béns eclesiàstics del segle xix són un altre dels orígens d'algunes col·leccions. Aquests fets van donar lloc a la creació d'alguns dels museus, com el Museu Nacional Arqueològic de Tarragona (1834), el Museu Arqueològic de Catalunya (1835), el Museu d'Arqueologia de Girona, part dels fons de l'actual Museu de Lleida Diocesà i Comarcal i el Museu Provincial de Castelló de la Plana (1845). Aquest fet es va donar a tot l'estat espanyol, però a Catalunya el fet museístic va col·laborar en el projecte de la Renaixença catalana en la recerca d'uns trets identitaris pròpiament catalans, a través d'una història i una cultura pròpia.
Per aquests motius van sorgir al territori català diverses iniciatives de protecció del patrimoni. Es van crear Comissions Provincials de Monuments; a Barcelona van sorgir l'Escola de Nobles Arts de la Junta de Comerç, l'Acadèmia de Bones Lletres i la Comissió Provincial de Monuments Històrics i Artístics. Francesc Santacana va crear l'Enrajolada a Martorell, per rescatar obres d'art medieval. Totes aquestes iniciatives van ser el detonant per a la creació, el 1867, del Museu de l'Acadèmia Provincial de Belles Arts i del Museu Provincial d'Antiguitats el 1879.
Els avenços científics del segle xix també van afavorir la creació de museus no artístics i amb un àmbit més local o comarcal, dedicats específicament a alguna vessant científica o a les ciències naturals, com el Museu Geològic del Seminari de Barcelona i el Museu Martorell de Geologia, tots dos inaugurats durant l'últim quart del segle xix. En aquesta època també van aparèixer els primers museus catalans vinculats a l'àmbit eclesiàstic, com el Museu Episcopal de Vic, inaugurat el 1891 i el Museu Diocesà de Solsona, creat el 1896.
L'Exposició Universal de 1888 va deixar un seguit d'edificis buits al Parc de la Ciutadella, pel que el 1890 l'Ajuntament de Barcelona va nomenar una comissió per conservar i reaprofitar-los, la Comissió de Conservació dels Edificis del Parc i de Foment dels Museus Municipals. Aquesta comissió va crear 3 nous museus, el de Belles Arts, l'Arqueològic i el de Reproduccions Artístiques. El col·leccionisme privat també va donar lloc a la creació d'alguns museus més personals, com la Biblioteca Museu Víctor Balaguer, el Cau Ferrat o el Museu d'Art Modern Jaume Morera.
A més a més, durant aquest període es van publicar nombrosos estudis —especialment sobre prehistòria, arqueologia i art medieval— i es van salvar les decoracions murals romàniques d'un gran nombre d'esglésies del Pirineu català en perill de destrucció, arrencades, transportades sobre tela i presentades al públic entre 1919 i 1923.

### La Junta de Museus
La influència conjunta de la Renaixença catalana, el noucentisme i els corrents internacionals, va definir un model museístic pròpiament català, que juntava les voluntats del col·leccionisme privat, de les institucions públiques i de l'associacionisme cultural. Tota aquesta infraestructura cultural va culminar en la creació, el 1907, de la Junta de Museus de Barcelona.
Aquesta entitat, juntament amb l'Institut d'Estudis Catalans i la Mancomunitat de Catalunya va donar lloc a un dels períodes més interessants de la cultura i la museologia catalanes durant els primers anys del segle xx. Aprofitant els espais del Parc de la Ciutadella, el 1915 es va inaugurar el Museu d'Art i d'Arqueologia de Barcelona a l'antic arsenal. Aquest museu era un primer intent d'oferir una visió ordenada de l'evolució de l'art Català, ajuntant peces provinents d'altres col·leccions municipals.
Durant el segle xx, el panorama museístic català es va separar en dos realitats diferenciades. La primera fa referència a la creació de grans infraestructures nacionals. Des dels temps de la Renaixença catalana i el Noucentisme es va definir aquesta necessitat nacional. La Segona República Espanyola va permetre, sota el govern de la Generalitat de Catalunya, impulsar i crear els primers museus nacionals de diferents ciències i àmbits de coneixement: l'art català al Museu d'Art de Catalunya ubicat al Palau Nacional de Montjuïc (1934) i en el Museu d'Arts Decoratives situat al Palau Reial de Pedralbes; l'etnologia catalana al Museu d'Art Popular ubicat al Poble Espanyol de Barcelona i l'inici de la col·lecció del Museu de la Música de Barcelona; i l'arqueologia catalana al Museu d'Arqueologia de Catalunya, instal·lat al Palau d'Arts Gràfiques de Montjuïc, amb l'ajuda de Pere Bosch Gimpera, Lluís Pericot i Joan Amades. Durant aquesta època el govern també va ampliar els fons adquirint col·leccions privades, com la col·lecció Plandiura. També es va crear el Butlletí dels Museus d'Art de Barcelona, una revista mensual editada entre 1931 i 1937.
La segona realitat venia definida per la territorialitat d'un seguit de museus, ubicats fora de les capitals provincials i gestionats de manera independent i autònoma. La Generalitat va planejar el 1932 definir una xarxa Centres Comarcals de Cultura que regulés aquest tipus de centres. Aquests museus sovint eren gestionats per prohoms, per l'església o per associacions culturals. Un exemple d'aquest tipus d'entitat són, entre d'altres, L'Enrajolada-Casa Museu Santacana, el Museu Diocesà de Lleida, el Museu Comarcal de Manresa, el Museu d'Història de la Ciutat de Sant Feliu de Guíxols, el Museu Episcopal de Vic o el Museu Víctor Balaguer de Vilanova i la Geltrú, per citar-ne alguns. El Centre de Cultura pilot havia de ser el de Cervera, però la Guerra Civil espanyola va aturar aquest projecte.

### Període franquista

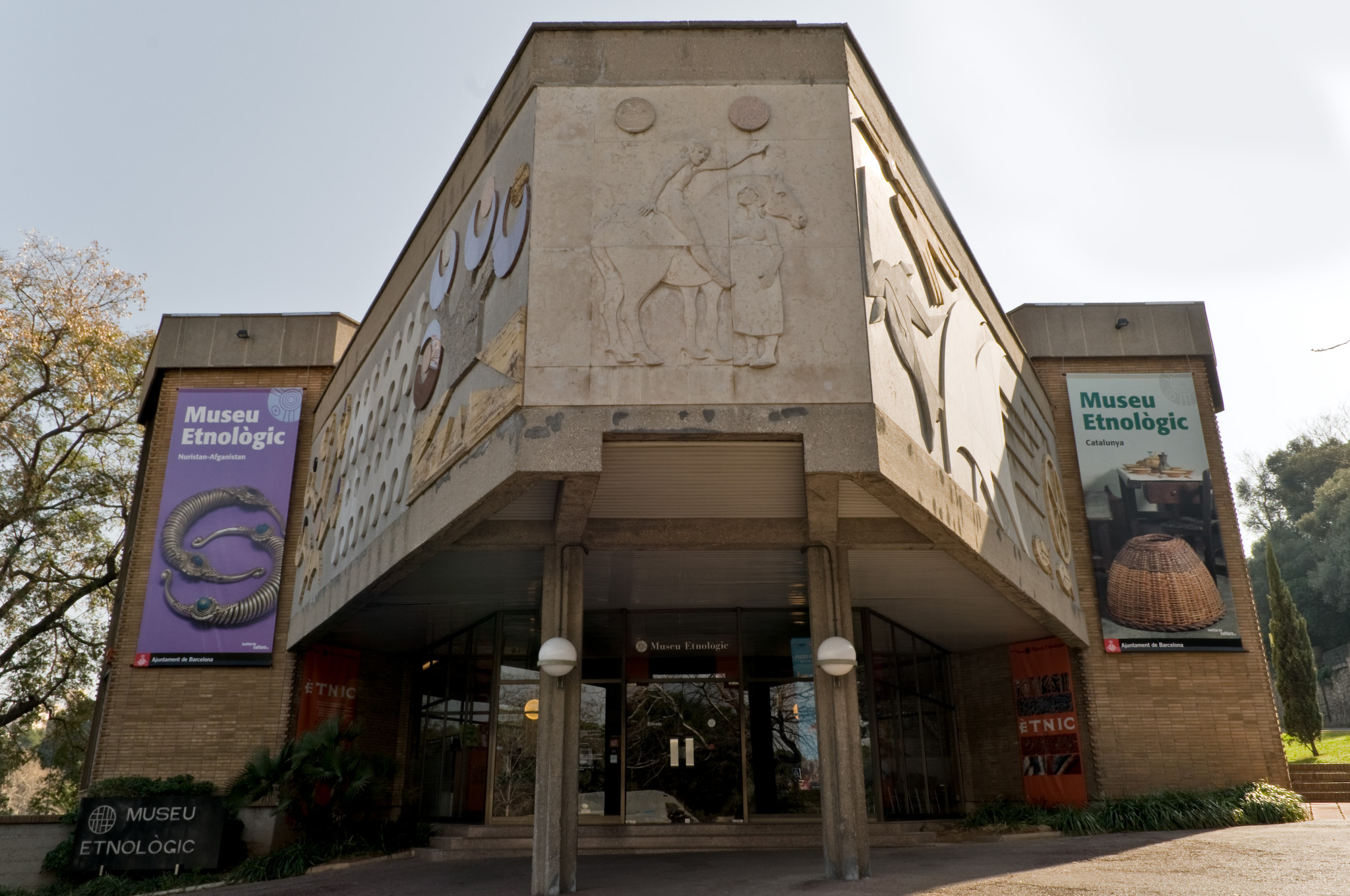
Façana del Museu Etnològic de Barcelona

Molts museus van tancar les portes el 1937, en plena guerra civil. Un cop finalitzada, durant el període franquista alguns museus van passar a ser gestionats pels seus respectius ajuntaments. A Barcelona, la direcció dels museus es va repartir entre la diputació provincial, qui controlaria el Museu Arqueològic i el mateix ajuntament, qui gestionaria el Museu de les Arts Decoratives, el Museu d'Art de Catalunya i, quan es va segregar, també el Museu d'Art Modern.
Durant aquests anys també es van inaugurar alguns museus, de titularitat municipal, com el Museu d'Arts i Indústries Populars, inaugurat el 1942, el Museu d'Història de la Ciutat de Barcelona el 1943, el Museu Municipal de Música de Barcelona i el Museu Frederic Marès el 1946, el Museu Etnològic de Barcelona (1949), el Museu Postal (1959), i el Museu Picasso el 1963, entre d'altres. Més endavant, el 1975, es va inaugurar la Fundació Joan Miró, un museu que marcava un nou punt de vista en la museologia catalana.

### Restabliment democràtic
Un cop finalitzat el franquisme, durant els primers anys de govern democràtic la Generalitat de Catalunya va fer un esforç per recuperar les institucions perdudes amb la guerra, entre altres els museus. Durant aquests anys el concepte mateix de museu havia evolucionat, i la Generalitat va redefinir el projecte museològic nacional, publicant estudis com el Llibre blanc dels museus de la ciutat de Barcelona, de 1979, i un pla de museus realitzat el 1985. També es va crear la Xarxa de Museus Comarcals de Catalunya. En els anys posteriors, van inaugurar-se molts museus locals, molts d'ells arran de les trobades arqueològiques de la seva zona. Un exemple d'aquest període són els museus d'Empúries i d'Ullastret.

### La llei de Museus

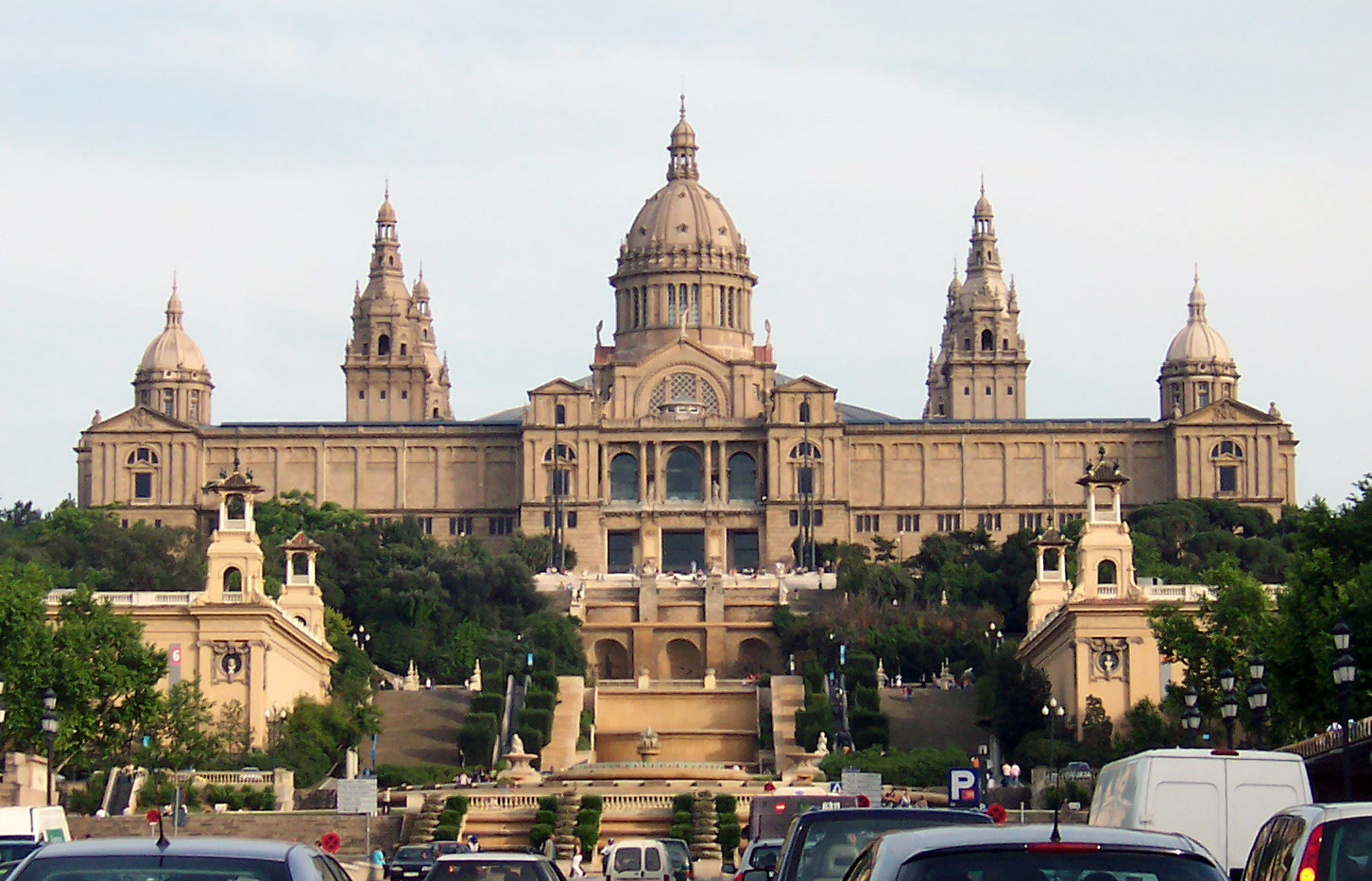
Museu Nacional d'Art de Catalunya

El Llibre blanc dels museus i el pla de museus van establir les bases perquè el 1990, es va publiqués la Llei de museus 17/1990, fet que va començar a definir més clarament el projecte de creació de museus nacionals. Conseqüentment, es van inaugurar infraestructures com el Museu Nacional d'Art de Catalunya. La llei també va propiciar la creació d'un registre de museus i la recuperació de la Junta de Museus.
Aquesta llei és encara vigent i defineix el marc jurídic actual, tot i que el pla de museus publicat per la Generalitat de Catalunya intenta reinterpretar-la per construir un nou mapa museístic català, creant una Xarxa de Museus Locals de Catalunya
i definint quatre museus nacionals sota criteris d'excel·lència, especialització i territorialitat.
Gràcies a aquesta llei s'han renovat i ampliat el Museu Nacional d'Art de Catalunya, el Museu Nacional de la Ciència i de la Tècnica de Catalunya, el Museu d'Arqueologia de Catalunya, així com d'altres equipaments específics com el Museu d'Art Contemporani de Barcelona o el Museu d'Història de Catalunya. D'altra banda, resten pendents equipaments en la categoria de Museus Nacionals
Gràcies a aquesta llei es van ampliar, renovar i adquirir la condició de museus nacionals el Museu Nacional d'Art de Catalunya, el Museu Nacional de la Ciència i de la Tècnica de Catalunya i el Museu d'Arqueologia de Catalunya.
Al 1990 començà un projecte de creació de museus nacionals dedicats a les ciències naturals i a les ciències socials. El Pla de Museus 2030 marca l'impuls definitiu d'aquests museus nacionals sota les futures denominacions de Museu Nacional de Ciències Naturals de Catalunya i Museu Nacional d'Història, Arqueologia i Etnologia de Catalunya, però les institucions existents encara no han passat a l'etapa necessària de fusió per a poder constituir-se en els dits museus de rang nacional.
Són rares les col·leccions colonials o exòtiques als museus catalans; en són excepció el Museu Etnològic i de Cultures del Món de Barcelona, les sèries d'arqueologia bíblica de Montserrat, les egípcies al Museu Víctor Balaguer de Vilanova i les americanes al de Prehistòria de València. Són també rares les obres d'art estranger, amb excepcions —a part d'obres d'artistes forans que han treballat aquí—, com el Museum de Montserrat i, sobretot, la Col·lecció Cambó, del Mnac i el Museu d'Art Contemporani de Barcelona
Entre els museus d'art són nombrosíssims, a Europa i a Amèrica, els que contenen peces dels països catalans; cal esmentar-ne, però, alguns de monogràfics, com el Museo Sorolla de Madrid (1932), el Museo Marià Fortuny de Venècia, i el Museum Dalí de Cleveland (1970).

## Gestió

### L'equip
Un museu és generalment gestionat per un director o administrador, amb un conservador en cap que té cura de les obres d'art i/o objectes i s'encarrega de la seva correcta exhibició. Alguns museus sovint tenen la seva pròpia divisió de recerca, o un institut associat, que participen amb estudis relacionats amb els objectes del museu. Un museu també sol tenir un departament d'educació, a càrrec de proporcionar serveis d'interpretació dels materials al públic en general i a les visites escolars. El director és l'encarregat de mantenir les relacions amb l'organisme superior, sigui un departament governamental o un patronat. Aquestes són algunes de les figures més habituals
- Director: Es dedica a l'organització general de la institució i marca les pautes de treball de les diferents unitats de treball
- Conservador: Personal científic del museu, sovint especialitzat en història de l'art. Són els responsables de la col·lecció, els encarregats d'estudiar i presentar la col·lecció.
- Restaurador: És l'encarregat de la Conservació i Restauració dels objectes de la col·lecció.
- Equip educatiu: Personal destinat a l'organització dels serveis educatius del museu.
- Registre: Persona encarregada de documentar tots els moviments d'objectes dins d'un museu. Ha de tenir localitzades totes les peces de la col·lecció.
- Responsable d'arxiu: És el responsable de gestionar tota la documentació que disposi el museu això com la generada per la mateixa entitat.

### La col·lecció
La col·lecció permament del museu s'amplia seguint una varietat de possibilitats. O bé el mateix museu realitza adquisicions, o bé accepta donacions o llegats de col·leccionistes privats. Els sistemes d'ampliació de col·leccions sol variar entre els museus Europeus, més vinculats a l'Estat, i els museus Americans, on la participació privada té més tradició. Els museus solen tenir una política d'adquisicions, i només els més grans tenen el seu propi Departament d'Adquisicions.
La idea de recollir obres d'art genera una lògica contradictòria, definint dos sistemes de gestió de col·leccions: 
• El primer es basa en la idea de patrimoni o conservació, on les obres s'entenen com un bé a conservar. Aquest és el sistema aplicat pel Louvre, per exemple.
• El segon es basa en una idea moderna, heretada del col·leccionisme privat, on l'afeccionat intenta recollir les obres millors considerades. Si una persona té dos obres de segona fila, no dubtarà en separar-les de la col·lecció i vendre-les per adquirir una obra més representativa. Aquest sistema el fa servir el MOMA.

### Disseny d'exposicions
La majoria dels museus fan servir professionals del disseny d'exposicions per a dur a terme projectes de disseny gràfic i ambiental per a preparar les seves exposicions, ja siguin temporals o permanents. A més dels tradicionals dissenyadors de maquetes i arquitectes, aquests departaments cada cop més inclouen especialistes en audiovisuals, informàtica, gestors d'audiència, escriptors, editors i manipuladors d'obres d'art. Tots aquests especialistes intervenen en el procés de muntatge i desmuntatge d'un espai expositiu. El procés de disseny es basa en l'exhibició interpretativa, creant un pla d'interpretació per a cada exposició, on es determina el sistema més eficaç, atractiu, així com mètodes apropiats per comunicar un missatge o explicar una història concreta. Aquest disseny influirà posteriorment en tots els aspectes de l'exposició, com l'arquitectura, l'horari, passant per un pla conceptual, a través del disseny esquemàtic, desenvolupament del projecte, fabricació i instal·lació de les peces.

### Mesura de l'impacte
Les activitats de les entitats culturals, com els museus, tenen un impacte que pot ser mesurat. Europeana publicà un llibre on s'explica el seu marc per a mesurar-lo.